# Uniformtrageerlaubnis
Als Uniformtrageerlaubnis (UTE) wird im Sprachgebrauch der deutschen Bundeswehr und des österreichischen Bundesheeres die gesetzlich begründete Genehmigung zum Tragen der Uniform außerhalb eines Wehrdienstverhältnisses durch Reservisten und ehemalige Soldaten bezeichnet.

## Bundeswehr

### Rechtsgrundlagen
Das Reservistengesetz bildet mit § 3 (Berechtigung zum Tragen der Uniform außerhalb eines Wehrdienstverhältnisses) die gesetzliche Grundlage. Es wird durch die Uniformverordnung (UnifV) sowie durch Abschnitt 4.10 (Uniformtragen außerhalb eines Wehrdienstverhältnisses) und Anlage 8.26 (Bestimmungen zum Tragen der Uniform außerhalb eines Wehrdienstverhältnisses) der Zentralregelung A2-1300/0-0-2 „Die Reserve“ des Streitkräfteamtes ausformuliert und konkretisiert.
Zum Tragen einer Bundeswehr-Uniform außerhalb eines Wehrdienstverhältnisses ist eine UTE zwingend erforderlich, Zuwiderhandlungen stellen eine Straftat gemäß § 132a StGB dar.

### Anlässe
Gemäß den genannten Rechtsgrundlagen kann die Uniformtrageerlaubnis zu folgenden Anlässen erteilt werden:
1. festliche Familienereignisse, wie Hochzeiten, Taufen oder Anlässe ähnlicher Bedeutung (§ 3 Ziff. 1 UnifV),
2. Bestattungen von Angehörigen und Kameraden (§ 3 Ziff. 2 UnifV),
3. festliche Veranstaltungen und öffentliche Gedenkfeiern des Bundes, der Länder und Gemeinden und anderer Körperschaften des öffentlichen Rechts (§ 3 Ziff. 3 UnifV),
4. Veranstaltungen von Soldaten- und Reservistenvereinigungen, zu denen kein Kontaktverbot der Bundeswehr besteht (§ 3 Ziff. 4 UnifV),
5. andere repräsentative oder im Interesse der Bundeswehr besonders förderungswürdige Veranstaltungen (§ 3 Ziff. 5 UnifV) sowie
6. Reisen zu Dienstlichen Veranstaltungen nach § 81 Soldatengesetz einschließlich der Rückreisen (§ 3 Ziff. 6 UnifV).

### Antrag, Genehmigung und Zuständigkeiten

#### Antragstellung
Die Uniformtrageerlaubnis ist persönlich zu beantragen und wird nur bei Anlässen gem. § 3 Ziff. 6 UnifV von Amts wegen erteilt.
Zuständig für die Entgegennahme des Antrages und seine Genehmigung ist der letzte Disziplinarvorgesetzte des Reservisten oder das für den Wohnsitz des Reservisten zuständige Landeskommando.
Sie gilt grundsätzlich nur im Inland. Anträge auf Uniformtrageerlaubnis für das Ausland werden beim zuständigen Landeskommando federführend unter Einleitung eines sog. Besuchskontrollverfahrens bearbeitet.
Der Genehmigungsbescheid oder ein gültiger Ausweis für Reservistinnen und Reservisten (Ausweis Res) mit UTE-Vermerk auf der Rückseite ist mitzuführen, während die Uniform getragen wird. Er ist auf Verlangen der Polizei oder Feldjäger vorzuzeigen.
Gemäß § 6 Abs. 2 UnifV wird die Uniformtrageerlaubnis bei Anlässen nach § 3 Ziff. 1 bis 4 UnifV allgemein und unbefristet (jedoch unter Widerrufsvorbehalt) erteilt (Allgemeine UTE).
Eine Uniformtrageerlaubnis zu den Anlässe nach Ziff. 5 bis 6 ist dagegen grundsätzlich einzelgenehmigungspflichtig und nur einmalig anlassbezogen gültig.
Wenn die UTE auf einem Ausweis Res vermerkt ist, wird der Ausweis im Falle eines Widerrufs der Allgemeinen UTE von der ausstellenden Dienststelle wieder eingezogen.

#### Sonderfall Veranstaltungen von Soldaten-/Reservistenverbänden
Eine Besonderheit stellt Ziffer 4 von § 3 UnifV (Veranstaltungen von Soldaten- und Reservistenvereinigungen) dar:
- Einerseits gilt hier die Genehmigung nur für Soldaten- und Reservistenvereinigungen, „zu denen kein Kontaktverbot der Bundeswehr besteht“. In Praxis definiert die Bundeswehr dies in einer Positivliste von sogenannten Begünstigten Vereinigungen,[2] von denen die größte der Verband der Reservisten der Deutschen Bundeswehr (Reservistenverband) ist, in dem die meisten aktiven Reservisten Mitglied sind.
- Andererseits gilt auch für diese Vereinigungen die Genehmigung nicht automatisch, sondern soll innerhalb der Vereinigung fallweise anlassbezogen entschieden werden, ob für eine bestimmte Veranstaltung die Uniformtrageerlaubnis erteilt wird. Im Reservistenverband entscheidet dies auf Antrag des Veranstalters jeweils der Vorstand der nächsthöheren Verbandsebene; die Genehmigungsart heißt dann VVag mit UTE  (Verbandsveranstaltung mit Uniformtrageerlaubnis) und gilt als erteilt, wenn sie mit diesem Vermerk in die VdRBw-Veranstaltungsdatenbank eingetragen wurde.

#### Ausschlusstatbestände
Die Genehmigung zum Tragen der Uniform darf gem. § 4 UnifV nicht erteilt werden:
- bei der Ausübung eines Berufes oder eines Ehrenamtes,
- bei politischen Veranstaltungen im Sinne § 15 Abs. 3 Soldatengesetz,
- bei der Teilnahme an Fahnenweihen.

### Anzugsart und ehemalige Kennzeichnung

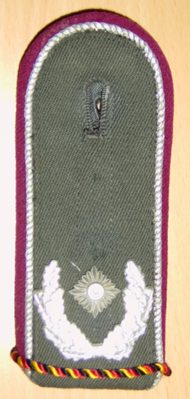
Schulterklappe mit ehemaliger sog. Reservistenkordel

Anzugsart außerhalb eines Wehrdienstverhältnisses ist grundsätzlich der Dienstanzug (Grundform, ggf. mit Ergänzungen/Abwandlungen) oder der Gesellschaftsanzug. In Ausnahmefällen darf nach Genehmigung durch das Landeskommando (für Inland) bzw. das Streitkräfteamt (für Ausland) der Feldanzug (Tarndruck, allgemein, Grundform, ggf. mit Ergänzungen/Abwandlungen) getragen werden; das Gleiche (als Grundform, ggf. mit witterungsbedingten Ergänzungen) gilt für Veranstaltungen von begünstigten Soldaten- und Reservistenvereinigungen nach § 3 Ziff. 4 UnifV auf ausdrücklichen Wunsch (z. B. in der Einladung) des Genehmigers.
Die Uniform war bis August 2019 außerhalb eines Wehrdienstverhältnisses gemäß § 2 Abs. 2 UnifV mit einer schwarz-rot-goldenen Kordel als Überziehschlaufe auf den Schulterklappen zwischen Ärmeleinsatz und Dienstgradabzeichen (Heer und Luftwaffe) oder mit einem goldfarbenen Buchstaben „R“ in Verbindung mit den Dienstgradabzeichen, wenn dieses am Ärmel getragen wird (Marine), zu kennzeichnen.

Ursula von der Leyen gab am 22. Dezember 2018 bekannt, dass sie die Abschaffung der „Reservistenkordel“ beschlossen habe. Die Abschaffung wurde bereits längere Zeit diskutiert, Ziel sollte die Gleichbehandlung von Reservisten und aktiven Soldaten sein. Im Juni 2019 beschloss der Bundestag im Rahmen eines Artikelgesetzes u. a. den Wegfall der Kennzeichnung für Reservisten. Die Regelung trat mit Veröffentlichung im Bundesgesetzblatt am 4. August 2019 in Kraft.

## Bundesheer
In Österreich regelt der § 35 des Wehrgesetzes die Uniformtrageberechtigung. Demnach sind Wehrpflichtige des Miliz- und des Reservestandes, die einen Dienstgrad nach § 6 des Wehrgesetzes führen, berechtigt, die ihrem jeweiligen Dienstgrad und ihrer jeweiligen Waffengattung entsprechende Uniform zu tragen. Dies ist ausschließlich gestattet bei
- Veranstaltungen der Gebietskörperschaften,
- sonstigen Veranstaltungen, an denen Abordnungen des Bundesheeres teilnehmen, und
- besonderen familiären Feierlichkeiten.

Ferner darf die Uniform mit Zustimmung des zuständigen Militärkommandos in allen Fällen getragen werden, in denen dies im militärischen Interesse gelegen ist.